# 나넷 보듀스
나넷 보듀스(Nanette Bordeaux, 1911년 4월 3일 ~ 1956년 9월 20일)는 미국의 배우, 영화배우이다.
로스앤젤레스에서 사망하였다. 사인은 폐렴이다.

## 영화
- 홈커밍 (1948년) - 너즈 역
- 아이 매리드 언 엔젤 (1942년)